# Bernard Heinze
Sir Bernard Thomas Heinze (ur. 1 lipca 1894 w Shepparton, zm. 9 czerwca 1982 w Sydney) – australijski dyrygent.

## Życiorys
Uczył się gry na skrzypcach w konserwatorium przy University of Melbourne (1907–1910), następnie kształcił się w Royal College of Music w Londynie (1911–1912). Od 1920 do 1921 roku uczył się w Schola Cantorum w Paryżu u Vincenta d’Indy’ego. W latach 1921–1922 kształcił się także w zakresie gry na skrzypcach u Willy’ego Hessa w Berlinie. Po powrocie do Australii założył w 1924 roku Melbourne String Quartet. Objął też prowadzenie orkiestry uniwersyteckiej, w 1932 roku przemianowanej na Melbourne Symphony Orchestra, którą dyrygował do 1949 roku. W latach 1926–1956 był profesorem konserwatorium przy University of Melbourne. Był dyrygentem Royal Philharmonic Society (1927–1953) oraz generalnym dyrektorem muzycznym radia australijskiego (1929–1932). Od 1956 do 1966 roku pełnił funkcję dyrektora New South Wales State Conservatorium w Sydney. W latach 1967–1972 był przewodniczącym Commonwealth Assistance to Australian Composers.
W 1938 roku odwiedził Europę, koncertował wówczas w Helsinkach, Berlinie, Paryżu, Budapeszcie i Londynie, a także zasiadł w jury Międzynarodowego Konkursu Skrzypcowego im. E. Ysaÿe’a w Brukseli. W 1946 i 1960 roku koncertował w Kanadzie, a w 1958 roku w ZSRR.
W 1949 roku otrzymał tytuł szlachecki. Odznaczony został Orderem Australii (1976).